# Maschinenkanone

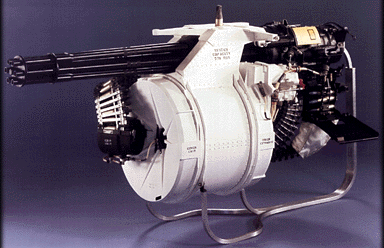
Beispiel einer Maschinenkanone:
M61 Vulcan

Maschinenkanonen (auch Schnellfeuerkanonen) sind vollautomatische Schusswaffen. Munition der Maschinenkanone sind Granaten mit Führungsring oder panzerbrechende Geschosse. Das größere Kaliber stellte nur in der Anfangszeit der Maschinenkanone ein gültiges Unterscheidungskriterium zum Maschinengewehr dar. Geschütze der Artillerie mit Ladeautomat sind keine Maschinenkanonen; sie können als Schnellfeuergeschütz angesehen werden. 

## Maschinenkanone (MK)
Der Begriff Maschinenkanone entstand zur Zeit des Zweiten Weltkrieges, um eine terminologische Abgrenzung zu den Maschinengewehren zu erhalten. Das Unterscheidungsmerkmal ist das Geschoss, welches bei Maschinengewehren primär ein Projektil, bei Maschinenkanonen zudem auch eine Granate ist. Ein Projektil wirkt im Ziel durch seine kinetische Energie, d. h. durch die Eigengeschwindigkeit beim Auftreffen auf das Ziel sowie durch die Eigenmasse. Eine Granate ist dagegen ein mit Sprengstoff oder anderen Wirkmitteln gefüllter Hohlkörper mit verschiedenen Arten von Zündern. Dadurch ist die Geschosswirkung, neben der Geschwindigkeit beim Auftreffen auf das Ziel, vor allem auch vom Sprengstoffanteil der Granate abhängig. Die ersten Maschinenkanonen verschossen, bedingt durch unausgereifte Fertigungstechnologien, noch Projektile und keine Granaten. Mit der Einführung geeigneter Fertigungsverfahren konnten später auch Granaten kleineren Kalibers ab 20 mm hergestellt und verschossen werden. Im Gegensatz zur Artillerie, welche ebenfalls Granaten verschießt, sind Maschinenkanonen automatische Schusswaffen mit einer weit höheren Kadenz als bei manuell oder mit einem Ladeautomaten wiedergeladenen Geschützen. Maschinenkanonen erreichen Kadenzen wie Maschinengewehre, jedoch reicht die Sprengkraft ihrer Granaten-Munition nicht an die der größeren Artilleriegranaten heran.
Maschinenkanonen sind generell Kriegswaffen. Handel und Besitz von Maschinenkanonen werden dementsprechend in Deutschland durch das Kriegswaffenkontrollgesetz geregelt.

## Entwicklung
Es gibt verschiedene Bauarten von Maschinenkanonen, welche sich, neben dem Kaliber, durch die Anzahl der Rohre und damit einhergehend dem Prinzip des Selbstladevorgangs sowie von der Art des Antriebes unterscheiden.
Die ersten Maschinenkanonen waren schlichtweg im Kaliber vergrößerte Maschinengewehre, so z. B. die 20-mm-Bordmaschinenkanone für Flugzeuge, die Oerlikon FF oder deren Derivate. Das Verschlussprinzip wurde weitestgehend von den Maschinengewehren übernommen. Die Zündung der Treibladung erfolgte entweder mechanisch über einen Schlagbolzen (frühe Versionen), analog zum Maschinengewehr, oder durch einen elektrischen Impuls, um Fehlzündungen zu vermeiden oder zu minimieren. Die Bedienung der Maschinenkanone erfolgt entweder wieder mechanisch als manuelles Durchladen der Waffe – analog zum Maschinengewehr – oder, vor allem bei Fernbedienung in Flugzeugen oder Kampfwagen, durch elektrische oder pneumatische Hilfskraft. Dies deshalb, weil die Waffe nicht erreichbar bzw. die geforderten Bedienkräfte, bedingt durch die starken Verschlussfedern, für einen Menschen zu hoch sind.
Die Entwicklung der Maschinenkanonen erreichte im Zweiten Weltkrieg eine technologische Grenze, da es mit den vorhandenen Verschlussmechanismen oder Selbstladevorgängen nicht möglich war, die Kadenz bei gleichbleibendem Kaliber noch weiter zu erhöhen. In Deutschland entwickelte man daraufhin gegen Ende des Krieges die Revolverkanone MG 213. Bei dieser Bauart rotiert eine Patronentrommel, analog der im Revolver, mit drei bis sechs Kammern im Verschlusssystem. Damit werden die Abläufe des Selbstladevorgangs räumlich voneinander getrennt; d. h. das Einführen der Patrone in den Verschluss, das Abfeuern sowie das Ausstoßen der Hülse geschieht in derselben Kammer, aber an verschiedenen Stellen und wiederholt sich in den anderen Kammern analog. Dadurch ist für jeden einzelnen Vorgang mehr Zeit, was die Kadenz wesentlich erhöht. Eine Revolverkanone hat jedoch nur einen Lauf, so dass bei Dauerfeuer das Rohr in kurzer Zeit stark erhitzt. Die Waffe hat meist einen eigenen gasbetriebenen Antrieb (siehe Gasdrucklader). Das Prinzip der Revolverkanone konnte sich nach dem Krieg in vielen Bereichen durchsetzen. Neben dem Eigenantrieb gibt es, jedoch eher selten anzutreffen, auch fremdangetriebene Revolverkanonen.
In den USA entwickelte man nach dem Krieg die auf der MG 213 aufbauende Revolverkanone M39. Danach wurde die Entwicklung der Maschinenkanone jedoch auf das Gatling-Prinzip umgestellt. Da hier jede Patronenkammer über einen eigenen Lauf verfügt, entfällt der oben erwähnte Nachteil des Überhitzens des Laufes, und man erreicht damit eine nochmals höhere Kadenz als bei den Revolverkanonen: Bis zu 6.000 Schuss pro Minute bei der amerikanischen M61 Vulcan oder sogar 10.000 Schuss pro Minute bei der sowjetischen/russischen GSch-6-23. Gatling-Kanonen werden meist durch Elektro- oder Hydraulikmotoren angetrieben. Ausnahmen bilden hier die meisten russischen Gatling-Kanonen, die Gasdrucklader sind.

## Terminologie
Die verschiedenen Begriffe rund um die Maschinenkanone sind missverständlich, z. T. bedingt durch falsch interpretierte englische Begriffe, sowie durch keine eindeutige technologische Abgrenzung der Waffen untereinander.
- Maschinenkanone: Oberbegriff für alle automatischen Kanonen ab Kaliber 15 mm beziehungsweise 20 mm, unabhängig von der Bauart. Eine Schnellfeuerkanone ist eine andere Bezeichnung für eine Maschinenkanone, meint jedoch dasselbe. Beispiele für klassische MK: Oerlikon FF, MK 108, MK 30
  - Revolverkanone: Spezielle Bauart einer Maschinenkanone mit einer sich drehenden Patronentrommel mit drei bis sechs Kammern, jedoch nur einem Rohr. Meist gasbetriebener Eigenantrieb. Höhere Kadenz als die klassischen Maschinenkanonen, welche auf Basis der Maschinengewehre entwickelt wurden. Beispiele: MG 213, Mauser BK-27
  - Chain Gun: Wörtlich übersetzt: Kettenkanone. Eine durch einen Motor und eine Kette fremdangetriebene Maschinenkanone. Kein eigener Gasantrieb. Alle Selbstladevorgänge über eine Kette synchronisiert. Jedoch wieder nur ein Rohr – eine Chain Gun ist keine Gatling-Gun. Vornehmlich in schweren Kampffahrzeugen oder Kampfhubschraubern eingesetzt. Beispiel: M242 Bushmaster, M230 Chain Gun
  - Gatlingkanone: Nach dem Gatling-Prinzip funktionierende Revolverkanone. Sie hat keine Trommel, sondern mindestens drei um eine Achse rotierende Rohre mit Patronenlagern. Frühere Gatlingwaffen wurden mit einer Handkurbel, moderne Waffen werden mit einem Motor angetrieben. Dank dem direkt geladenen Rohr haben sie keine Gasverluste. Zudem überhitzen sich mehrläufige Waffen langsamer. Sie werden vornehmlich in schweren Kampffahrzeugen oder Kampfhubschraubern eingesetzt. Beispiele: Minigun, M61 Vulcan, Grjasew-Schipunow GSch-6-23
- Automatische Granatwerfer (auch Maschinengranatwerfer oder Granatmaschinenwerfer): Ein automatischer Granatwerfer ist keine Maschinenkanone. Mit einem automatischen Granatwerfer werden Granaten mit relativ niedriger Mündungsgeschwindigkeit in einer mehr oder weniger flachen ballistischen Flugbahn in das Ziel befördert. Die Wirkung im Ziel basiert rein auf der Spreng- bzw. Durchschlagskraft des Sprengkopfes. Einsatz auch für Infanterie möglich. Beispiele: HK GMW, Mk 19

## Einsatz
Mit sprengstoffgefüllten Geschossen erreicht eine Maschinenkanone eine erheblich bessere Geschosswirkung als ein Maschinengewehr und ist somit vor allem für den Einsatz gegen gepanzerte Fahrzeuge, tief fliegende Flugzeuge oder Hubschrauber sowie gegen Gebäude bzw. befestigte feindliche Stellungen geeignet. 
Maschinenkanonen werden als schwere Bordbewaffnung für Kampfflugzeuge oder Kampfhubschrauber, als Bordmaschinenkanone in gepanzerten Fahrzeugen, als Flugabwehrkanone, als leichtes Schiffsgeschütz sowie zum Teil auch als lafettierte Infanteriewaffe eingesetzt.

### Munitionsarten
Je nach Einsatz bzw. nach dem zu bekämpfenden feindlichen Zielen existieren diverse Munitionsarten.
| Munition | Bedeutung                                       | Übersetzt                                                                                      |
| -------- | ----------------------------------------------- | ---------------------------------------------------------------------------------------------- |
| AHEAD    | Advanced Hit Efficiency and Destruction         | Flugabwehrgeschoss mit Zeitzünder und Sub-Projektilen                                          |
| AP       | Armour Piercing                                 | Hartkerngeschoss, kann auch APDS sein                                                          |
| API      | Armour Piercing Incendiary                      | panzerbrechendes Geschoss, mit Brandbeschleuniger                                              |
| APDS     | Armour Piercing Discarding Sabot                | Unterkaliber-Hartkerngeschoss                                                                  |
| APFSDS   | Armour Piercing Fin-Stabilized Discarding Sabot | panzerbrechendes, flügelstabilisiertes Treibspiegelgeschoss                                    |
| APHEI    | Armour Piercing High Explosive Incendiary       | sprengstoffgefülltes panzerbrechendes Geschoss, mit Brandwirkung (API ergänzt mit Sprengstoff) |
| FAPDS    | Frangible Armour Piercing Discarding Sabot      | sich im Ziel zerlegendes, panzerbrechendes Unterkalibergeschoss                                |
| HEDP     | High Explosive Dual Purpose                     | Spreng-Brand-Geschoss mit panzerbrechender Wirkung                                             |
| HEI      | High Explosive Incendiary                       | Spreng-Brand-Geschoss, die Füllung hat einen Brandbeschleuniger                                |
| HVAPDS   | High Velocity Armour Piercing Discarding Sabot  | panzerbrechendes unterkalibriges Hochgeschwindigkeitsgeschoss                                  |
| HVAP     | High Velocity Armour Piercing                   | panzerbrechendes Hochgeschwindigkeitsgeschoss                                                  |
| SAP      | Semi-Armour Piercing                            | sprengstoffgefülltes panzerbrechendes Geschoss gegen leichte Panzerungen                       |
| SAPHEI   | Semi-Armour Piercing High Explosive Incendiary  | sprengstoffgefülltes halb-panzerbrechendes Geschoss, mit Brandwirkung                          |
| TP       | Training Projectile (Blue Tip)                  | Übungsmunition (Blau)                                                                          |
| -T       | Tracer (als Zusatzangabe)                       | Leuchtspurmunition, wird meist abwechselnd mit normaler Munition zugeführt                     |

### Zünder
Da es sich bei der Munition teilweise um Granaten handelt, benötigt man für diese einen Zünder, der den Sprengsatz zündet. Je nach Munition werden verschiedene Zünderarten verwendet.
Als Zünder können alle gängigen Arten verwendet werden:
- Aufschlagzünder, ggf. mit Verzögerung
- Zeitzünder
- Abstandszünder; zündet bei Erreichen einer vorbestimmten Distanz zum Ziel
- Abstandszerlegezünder; kombinierter Abstands- und Zeitzünder
- Kombinationen von allen Zünderarten sind ebenfalls möglich

Um die Sicherheit im Umgang mit Granaten zu erhöhen, sind die Zünder mit einer Sicherung versehen, welche den Zünder erst scharf macht, nachdem die Granate abgefeuert wurde und das Rohr verlassen hat. Dies wird unter anderem durch die Fliehkraft realisiert, da das Rohr einer Maschinenkanone mit Zügen versehen ist, welche die Granate zur Flugstabilisierung in Rotation versetzen. Nach Verlassen des Rohrs deaktiviert die Fliehkraft die Sicherung der Granate und macht diese scharf.

## Beispiele von MK
| Name                                                    | Land        | Antrieb       | Kaliber | Kadenz    | Mündungs- geschwindigkeit | Waffen- gewicht |
| ------------------------------------------------------- | ----------- | ------------- | ------- | --------- | ------------------------- | --------------- |
|                                                         |             |               | mm      | rpm       | m/s                       | kg              |
| Klassische Maschinenkanonen (aus dem Zweiten Weltkrieg) |             |               |         |           |                           |                 |
| Nkm wz.38 FK                                            | Polen       | Rückstoßlader | 20      | 350       | 856                       | 57,6            |
| Oerlikon FF                                             | Schweiz     | Rückstoßlader | 20      | 520       | 600                       | 24              |
| Hispano MK.5                                            | England     | Gasdrucklader | 20      | 750       | 840                       | 42              |
| MG 151/20                                               | Deutschland | Gasdrucklader | 20      | 780       | 810                       | 42,5            |
| MK 108                                                  | Deutschland | Gasdrucklader | 30      | 650       | 540                       | 58              |
| Klassische Maschinenkanonen (Nachkriegsmodelle)         |             |               |         |           |                           |                 |
| Grjasew-Schipunow GSch-301                              | Russland    | Rückstoßlader | 30      | 1.800     | 860                       | 46              |
| MK 30-2/ABM                                             | Deutschland | Gaslader      | 30      | 200/700   |                           | 198             |
| Rh 503                                                  | Deutschland | Fremdantrieb  | 35/50   | 150–400   |                           | 575/615         |
| M39 Kanone                                              | USA         | Gasdrucklader | 20      | 1.500     | 1.030                     | 81              |
| Revolverkanonen (Nachkriegsmodelle)                     |             |               |         |           |                           |                 |
| Mauser BK-27                                            | Deutschland | Gasdrucklader | 27      | 1.700     | 1.025                     | 102,5           |
| GIAT 30                                                 | Frankreich  | Gasdrucklader | 30      | 300-2.500 | 1.025                     | 65/120          |
| ADEN                                                    | England     | Gasdrucklader | 30      | 1.700     | 741                       | 87,1            |
| Rheinmetall KDG-Revolverkanone                          | Deutschland | Gasdrucklader | 35      | 1.000     | 1050–1440                 | 450             |
| Chain Gun                                               |             |               |         |           |                           |                 |
| M242 Bushmaster                                         | USA         | Fremdantrieb  | 25      | 200       | 1.100                     | 110             |
| Bushmaster II                                           | USA         | Fremdantrieb  | 30      | 250       | 1.405                     | 154,6           |
| M230 Chain Gun                                          | USA         | Fremdantrieb  | 30      | 625       | n/a                       | 55,9            |
| Gatling-Kanonen                                         |             |               |         |           |                           |                 |
| M61 Vulcan                                              | USA         | Fremdantrieb  | 20      | 6.600     | 1.050                     | 112             |
| Grjasew-Schipunow GSch-6-23                             | Russland    | Gasdrucklader | 23      | 10.000    | 745                       | 76              |
| GAU-8 Avenger                                           | USA         | Fremdantrieb  | 30      | 3.900     | 1.067                     | 281             |